# أسماك الحيتان
أسماك الحيتان (الاسم العلمي: Cetomimiformes)، رتبة صغيرة من الأسماك شعاعيات الزعانف تعيش في أعماق البحر. بعض المراجع الموثوقة تُعدها جزء من رتبة ستيفانو بيرسيفورمس، داخل الفصيلة العليا Cetomimoidea.
يتضمن هذا الصنف خمس عائلات وحوالي 18 جنسًا و 32 نوعًا. يعتقد أن لها توزيعًا عالميًا في جميع أنحاء خطوط العرض الاستوائية والمعتدلة، وقد تم تسجيلها على أعماق تزيد عن 3500 متر.